# Vianne
Vianne (Viana in occitano) è un comune francese di 1 159 abitanti situato nel dipartimento del Lot e Garonna nella regione della Nuova Aquitania.

## Sport

### Ciclismo
Durante la 19ª tappa del Tour de France 2014, partita da Maubourguet con arrivo a Bergerac, la corsa è transitata nel paese di Vianne.

## Amministrazione

### Gemellaggi
La città di Vianne è gemellata con:
- Alluvioni Cambiò

## Società

### Evoluzione demografica
Abitanti censiti